# Amidst the Chaos
Amidst the Chaos è il sesto album in studio della cantautrice statunitense Sara Bareilles, pubblicata il 5 aprile 2019, attraverso Epic Records. La traccia Saint Honesty ha fatto ottenere alla cantante il primo Grammy Awards nella categoria Best American Roots Performance.

## Descrizione
Il progetto discografico vede Bareilles autrice di tutte e dodici le tracce, con la partecipazione di Justin Tranter, Emily King, Aaron Sterling e Lori McKenna. In un'intervista con Entertainment Weekly Bareilles ha raccontato la scelta del titolo dell'album e il suo significato:
(Sara Bareilles)
La cantante negli anni precedenti alla pubblicazione ha raccontato che diversi avvenimenti l'avevano spinta a scrivere nuovi brani; in un'intervista a Forbes, Bareilles ha dichiarato che le Elezioni presidenziali statunitensi del 2016 sono state il catalizzatore che l'ha spinta a scrivere l'album, il cui titolo è un riferimento alla presidenza di Donald Trump. La canzone No Such Thing è stata scritta come un'ode al presidente Barack Obama, mentre Armor è stata scritta in risposta al Movimento Movimento Me Too e pubblicata in anticipo all'udienza di conferma del giudice della Corte suprema degli Stati Uniti d'America Brett Kavanaugh. Il duetto con John Legend, A Safe Place to Land, è stato scritto nel 2018 sulla base delle scelte politiche di Trump sull'ampliamento della barriera di separazione tra Stati Uniti d'America e Messico.

## Promozione
Il singolo principale dell'album, Armor, è stato pubblicato in formato digitale il 26 ottobre 2018. Bareilles ha annunciato l'album il 13 febbraio e ha dichiarato che sarebbe stato disponibile per il pre-ordine il 15 febbraio. Nello stesso giorno di lancio pubblica il singolo Fire.

## Accoglienza
Amidst the Chaos ha ottenuto recensioni generalmente positive da parte della critica musicale, rimanendo piacevolmente colpita dal valore politico dei testi dei brani.
Chris Willman, recensendo l'album per Variety, ha riscontrato una produzione «pacata, libera e spazialmente interessante, molto più strutturata di quella dei suoi dischi precedenti», trovandola tuttavia «troppo intrinsecamente drammatica», lontana dal genere Americana che l'album si era prefissato. Il giornalista lo definisce tematicamente «influenzato dal trauma politico» attraverso una «dichiarazione intelligente e scattante» sui temi del femminismo, ritenendo che «non c'è nessun [altro artista] nel pop contemporaneo che sappia flettere la sensibilità del mezzosoprano e la sensibilità sociale come un muscolo».
Ilana Kaplan di Vanity Fair sottolinea che Bareilles «racchiude i temi più complessi nell'album», notando la volontà della cantante di «trovare un po' di equilibrio, [...] per correggere lo stress e il caos del mondo». Allison Stubblebine, scrivendo per Nylon, afferma che «Bareilles ha molto di cui essere soddisfatta, [...] [poiché] usa la sua visibilità e dà voce alle sue opinioni con un'ineffabile compostezza e specificità» attraverso l'album «più politico che abbia mai realizzato; [...] rappresentativo del suo processo di ricerca del piacere nelle proprie imperfezioni e di prendere in considerazione l'empatia che dà a se stessa e di estenderla al mondo molto disordinato e crudo».

## Tracce
I brani sono stati scritti e composti da Sara Bareilles, tranne dove diversamente indicato.
1. Fire – 3:50
2. No Such Thing – 3:57 (Bareilles, Justin Tranter)
3. Armor – 4:27
4. If I Can't Have You – 4:13 (Bareilles, Emily King, Aaron Sterling)
5. Eyes on You – 4:04
6. Miss Simone – 4:13 (Bareilles, Lori McKenna)
7. Wicked Love – 4:39
8. Orpheus – 4:13
9. Poetry by Dead Men – 3:48 (Bareilles, Tranter)
10. Someone Who Loves Me – 3:18
11. Saint Honesty – 4:35 (Bareilles, McKenna)
12. A Safe Place to Land (feat. John Legend) – 4:29 (Bareilles, McKenna)

## Classifiche
| Classifica (2019) | Posizione massima |
| ----------------- | ----------------- |
| Australia         | 25                |
| Canada            | 35                |
| Regno Unito       | 82                |
| Spagna            | 69                |
| Stati Uniti       | 6                 |